# Амбелакиотиса
Амбелакиотиса (греч. Αμπελακιώτισσα) — это село в районе Кравара с богатой историей. Село получило свое нынешнее название от близлежащего монастыря Панагия Амбелакиотиса («Богородица Амбелакиотиса»)
На территории села были обнаружены фундаменты четырех старых церквей, одна из которых была епархией Охридской архиепископии со средневековым Козилом в качестве епархиального центра. Старое и первоначальное название села до 1927 года было Козица (греч. Κοζίτσα).